# Jaap Goudsmit
Jaap Goudsmit (Amsterdam, 22 juli 1951) is een Nederlands onderzoeker die vooral bekendheid heeft gekregen door zijn onderzoek naar aids en griep. De laatste jaren is zijn onderzoeksterrein verschoven naar veroudering en de ziekte van Alzheimer. Daarnaast is hij schrijver van non-fictieboeken.

## Levensloop
Jaap Goudsmit is de zoon van actrice en documentairemaker Hedda Ly Postma, beter bekend als Hedda van Gennep (1929-2017) en de emeritus hoogleraar Klinische Haematologie van het Academisch Medisch Centrum bij de Universiteit van Amsterdam, Rob Goudsmit (1926-2023).
Goudsmit ging naar de middelbare school op het Vossiusgymnasium in Amsterdam, en studeerde in 1978 cum laude af in de geneeskunde aan de Universiteit van Amsterdam. In 1978 kreeg hij een onderzoekspositie bij de Nobelprijswinnaar Carleton Gajdusek op de National Institutes of Health in de Verenigde Staten waar hij onderzoek deed naar de overdraagbaarheid van de ziekte van Alzheimer. Terug in Nederland was hij betrokken bij de behandeling van een van de eerste Nederlandse aidspatiënten, wiens ziektebeeld zijn aandacht trok. In 1982 promoveerde hij aan de UvA op het natuurlijk beloop van het humane papovavirus BK. Van 1983 tot 2002 deed hij aidsonderzoek bij het AMC en werd in 1989 hoogleraar virologie aan die universiteit. 
Goudsmit werd bekend door de mede-ontdekking van de voorspellende waarde voor het krijgen van aids door de hoeveelheid virus in het bloed en zijn verklaring van de structuur en de functie van de V3-lus van de envelop van het aidsvirus. Later was hij de eerste die aantoonde dat het griepvirus, dat heel snel muteert, een achilleshiel heeft, waardoor een universeel griepvaccin in zicht is gekomen. Op basis van de ontdekking van de eerste universele antistof in het antistofrepertoire van de mens (CR6261) hebben Goudsmit en zijn team een zogeheten “small molecule” ontwikkeld dat de eigenschappen van een antistof heeft maar als pil kan worden ingenomen (van Dongen, Science, 2019).
In 1990 liep zijn blazoen een smet op toen hij in samenwerking met professor Henk Buck van de Technische Universiteit Eindhoven in Science een onderzoeksresultaat publiceerde over een nieuwe methode om een medicijn tegen hiv te ontwikkelen. Het onderzoek bleek echter niet correct te zijn uitgevoerd en het artikel moest worden teruggetrokken. De controverse bleek een vooral Nederlandse aangelegenheid te zijn geweest, want drie jaar later werd hij in Science verkozen tot de belangrijkste aidsonderzoeker van dat moment. Later zou hij zeggen dat het vooral effect op hemzelf had gehad, het was mentaal dodelijk.
In 1993 nam Goudsmit een sabbatical year, dat hij besteedde aan het schrijven van een boek over de oorsprong van het aidsvirus. Hij bracht die tijd door als 'visiting professor' bij het Aaron Diamond AIDS Research Center van Rockefeller University. Van 1995 tot 2001 was hij hoofd van de nieuwe afdeling humane retrovirologie van het Academisch Medisch Centrum van de Universiteit van Amsterdam. Tot 2013 deed hij onderzoek naar hiv en aids. 
In 2001 stapte hij over naar het Nederlandse biotechbedrijf Crucell, dat onder andere onderzoek doet naar mogelijkheden om een aidsvaccin te maken. Hij werd er wetenschappelijk directeur. In deze tijd van 2001-2011 was hij deeltijdhoogleraar armoede-gerelateerde infectieziekten bij de UvA. Van 2011 tot 2015 was hij Hoofd van het Crucell Vaccin Instituut van Janssen Farmaceuticals, een divisie van Johnson & Johnson. In 2015 werd Jaap Goudsmit benoemd tot wereldwijd hoofd van het Janssen Preventie Centrum, dat zich specifiek wijdde aan het voorkomen van niet-overdraagbare aandoeningen die geassocieerd zijn met veroudering. In 2017 trad hij af als hoofd van het Janssen Preventie Centrum en keerde terug naar de academische wereld om zich te wijden aan onderzoek naar veroudering en de oorzaak van de ziekte van Alzheimer.
Sinds 2011 bestudeert Jaap Goudsmit wanneer ouderdomsziekten beginnen, of ze uiteindelijk iedereen zullen treffen en hoe ze te voorkomen zijn. In het essay “Immorbidity, Spelling out a Life free from Dis-ease” uit 2015 onderbouwt hij dit concept en in het essay “The Time of your Life, staying healthy to the end” uit 2016 definieert hij immorbidity als “life-long immunity against the dis-eases that come with age and end life prematurely”. De term “immorbidity” is voor het eerst gebruikt door de science-fictionschrijver Wil McCarthy in zijn boek “The Collapsium” uit 2000 en wordt daar gebruikt als de weg naar onsterfelijkheid, een concept dat Goudsmit niet aanhangt.
In 2016 werd Goudsmit benoemd tot hoogleraar Natuurlijk Beloop en Pathogenese van Neurodegeneratieve Ziekten bij het Academisch Medisch Centrum van de Universiteit van Amsterdam en in datzelfde jaar werd hij benoemd tot hoogleraar epidemiologie aan de Harvard T.H. Chan School of Public Health. In 2019 is Goudsmit benoemd tot Acting Chief Scientific Officer van het Human Vaccines Project (www.Humanvaccinesproject.org) in New York.
Goudsmit is een zeer productieve onderzoeker en is (mede-)auteur van meer dan 560 wetenschappelijke artikelen. Hij staat sinds 2001 in de lijst van de meest geciteerde wetenschappers volgens het Institute of Scientific Information. In oktober 2016 ontving Jaap Goudsmit een eredoctoraat van de Vrije Universiteit en het Medisch Centrum van de Vrije Universiteit voor zijn gehele wetenschappelijke oeuvre binnen de universiteit en in de farmaceutische industrie.
Zijn levenspartner is eveneens medicus: Fransje van der Waals; het stel heeft drie kinderen.

## Boeken
- Anderhalve eeuw dokteren aan de arts (1978)
- Waarom baart een muis geen olifant (co-auteur Maarten Koopman, 1988)
- Lees (1989)
- Viral Sex, the Nature of AIDS (1997)
- Vrijend virus, over de oorsprong van het AIDS virus (1999)
- De vondst van apenmummies in Egypte. Expeditie op zoek naar oud DNA (2000)
- De virusinvasie, over de overleving van viruses en de menselijke soort (2003)
- Viral Fitness, the next SARS AND West Nile in the Making (2004)
- Tegen de vlakte, een zoektocht naar kennis van zaken in Nederland (2006)
- Dromen van vaccins, Dertig jaar op zoek naar de juiste reactie (2009)
- Serendipity Manual (2012)
- The Vaccine Bug, a personal history of the World of Immunity (2013)
- Immorbidity Alphabet, Spelling-out a Life free of dis-ease (2015)
- The Time of Your Life, Staying Healthy to the End (2016)
- The Art of Facing Morbidity (2016)
- Wie herdenken wij op 4 mei? Een visuele gids (2020), i.s.m. Johan Heilbron, Peter Ekamper, Timo van Barneveld en Béla Zsigmond
- Vrij van corona, Het begin van een nieuw tijdperk (2021)